# Pycreus malangensis
Pycreus malangensis là loài thực vật có hoa trong họ Cói. Loài này được Meneses miêu tả khoa học đầu tiên năm 1956.